# Оріент (Південна Дакота)
Оріент (англ. Orient) — місто (англ. town) в США, в окрузі Фок штату Південна Дакота. Населення — 51 особа (2020).

## Географія
Оріент розташований за координатами 44°54′6″ пн. ш. 99°5′19″ зх. д. / 44.90167° пн. ш. 99.08861° зх. д. (44.901710, -99.088712).  За даними Бюро перепису населення США в 2010 році місто мало площу 0,78 км², з яких 0,76 км² — суходіл та 0,02 км² — водойми.

## Демографія
Згідно з переписом 2010 року, у місті мешкали 63 особи в 30 домогосподарствах у складі 16 родин. Густота населення становила 81 особа/км².  Було 38 помешкань (49/км²).
Расовий склад населення:
| - 100,0 % — білих |

До двох чи більше рас належало 0,0 %. Частка іспаномовних становила 0,0 % від усіх жителів.
За віковим діапазоном населення розподілялося таким чином: 22,2 % — особи молодші 18 років, 58,8 % — особи у віці 18—64 років, 19,0 % — особи у віці 65 років та старші. Медіана віку мешканця становила 49,1 року. На 100 осіб жіночої статі у місті припадало 133,3 чоловіків;  на 100 жінок у віці від 18 років та старших — 133,3 чоловіків також старших 18 років.
Середній дохід на одне домашнє господарство  становив 48 315 доларів США (медіана — 45 313), а середній дохід на одну сім'ю — 68 550 доларів (медіана — 62 500). За межею бідності перебувало 9,5 % осіб, у тому числі 0,0 % дітей у віці до 18 років та 40,0 % осіб у віці 65 років та старших.
Цивільне працевлаштоване населення становило 31 особа. Основні галузі зайнятості: сільське господарство, лісництво, риболовля — 25,8 %, освіта, охорона здоров'я та соціальна допомога — 22,6 %, роздрібна торгівля — 16,1 %, оптова торгівля — 12,9 %.